# Kalakanský hřbet
Kalakanský hřbet (rusky Калаканский хребет) je pohoří na severu Zabajkalského kraje v Ruské federaci, nachází se na levém břehu řeky Kalakan.
Pohoří má severovýchodní směr. Na západě začíná z pravého břehu dolního toku řeky Tundak, na severovýchodě pokračuje do údolí řeky Lenger. Dosahuje délky asi 200 km a šířka od 25 do 50 km. Převládající výšky jsou 1200-1300 m a stoupají až na 1688 m.
Geologicky je pohoří tvořeno převážně horninami z pozdního archaického a proterozoického období. Reliéf má charakter nízkého pohoří protnutého četnými říčními údolími. V rozvodí hřebene se dochovaly zbytky nivelační plochy a holé skalnaté vrcholy, které zde nazývají Golcy. Na svazích hřebene jsou osamělé balvany a skladní římsy.
Hlavními typy krajiny jsou horská tajga a řídké lesy.
Dne 24. srpna 2018 bylo v Kalakanském hřbetu zaznamenáno zemětřesení o síle 3,6 richterovy stupnice.